# Odpłyniesz wielkim autem
Odpłyniesz wielkim autem – piosenka polskiego zespołu 2 plus 1 z 1976 roku.

## Informacje ogólne
Utwór jest utrzymany w stylu popowo-folkowym. Został napisany przez Janusza Kruka (muzyka) oraz Marka Dutkiewicza (słowa) i wydany na minialbumie Dwa Plus Jeden, zawierającym cztery piosenki, a także na pocztówce dźwiękowej. Powstała również anglojęzyczna wersja piosenki, zatytułowana „It’s No the Way to Say Goodbye”, wydana na singlu w Niemczech.
Własną wersję „Odpłyniesz wielkim autem” nagrał w 2008 roku Paweł Kukiz.

## Pozycje na listach przebojów
| Lista                            | Pozycja |
| -------------------------------- | ------- |
| Lista Przebojów Radiowej Jedynki | 6       |
| Non Stop                         | 5       |
| Radiokurier                      | 16      |